# Sin-Itiro Tomonaga
Sin-Itiro Tomonaga (朝永 振一郎) (ou Shin'ichirō Tomonaga en romanisation Hepburn, plus proche de la prononciation réelle) (31 mars 1906 - 8 juillet 1979) est un physicien théoricien japonais. Il fut l'un des créateurs de l'électrodynamique quantique. Il est colauréat avec Julian Schwinger et Richard Feynman du prix Nobel de physique de 1965 « pour leurs travaux fondamentaux en électrodynamique quantique, ce qui a amené de profondes conséquences à la physique des particules élémentaires ».

## Biographie
Tomonaga est né à Tokyo en 1906. Il était le deuxième fils et fils aîné d'un philosophe japonais, Tomonaga Sanjūrō. Il est entré à l'Université impériale de Kyoto en 1926. Hideki Yukawa, également lauréat du prix Nobel, était l'un de ses camarades de classe pendant ses études de premier cycle. Pendant ses études supérieures à la même université, il a travaillé comme assistant à l'université pendant trois ans. En 1931, après ses études supérieures, il rejoint le groupe de Yoshio Nishina à Riken. En 1937, alors qu'il travaillait à l'Université de Leipzig (Leipzig), il a collaboré avec le groupe de recherche de Werner Heisenberg. Deux ans plus tard, il est retourné au Japon en raison de l'éclatement de la Seconde Guerre mondiale, mais a terminé son doctorat sur l'étude des matériaux nucléaires avec sa thèse sur le travail qu'il avait fait à Leipzig.
Au Japon, il a été nommé professeur à l'Université de l'Education de Tokyo (un précurseur de l'Université de Tsukuba). Pendant la guerre, il étudia le magnétron, la théorie des mésons et sa théorie des super-temps. En 1948, lui et ses étudiants ont revu un article de Sidney Dancoff de 1939 qui a tenté, mais a échoué, de montrer que les quantités infinies qui se produisent dans QED peuvent être annulées les unes avec les autres. Tomonaga appliqua sa théorie super-multi-temporelle et une méthode relativiste basée sur la méthode non-relativiste de Wolfgang Pauli et Markus Fierz pour accélérer et clarifier les calculs. Puis lui et ses étudiants ont trouvé que Dancoff avait négligé un terme dans la série de perturbations. Avec ce terme, la théorie a donné des résultats finis; Tomonaga a donc découvert la méthode de renormalisation indépendamment de Julian Schwinger et calculé des quantités physiques telles que le décalage de Lamb en même temps.
L'année suivante, Robert Oppenheimer l'invita à travailler à l'Institute for Advanced Study de Princeton. Il a étudié un problème à plusieurs corps sur les oscillations collectives d'un système quantique. L'année suivante, il revient au Japon et propose le liquide Tomonaga-Luttinger. En 1965, il a reçu le prix Nobel de physique, avec Julian Schwinger et Richard P. Feynman, pour l'étude de QED, spécifiquement pour la découverte de la méthode de renormalisation. Il est mort d'un cancer de la gorge à Tokyo en 1979.
Tomonaga s'est marié en 1940 avec Ryōko Sekiguchi. Ils avaient deux fils et une fille. Il a reçu l'Ordre de la Culture en 1952 et le Grand Cordon de l'Ordre du Soleil Levant en 1976.
En reconnaissance de la contribution de trois lauréats du prix Nobel, les statues de bronze de Shin'ichirō Tomonaga, Leo Esaki et Makoto Kobayashi ont été installées dans le parc central d'Azuma 2 à Tsukuba en 2015.

## Prix et récompenses
- 1946 - Prix Asahi
- 1948 - Prix de l'Académie des sciences du Japon
- 1951 - Membre de l'Académie japonaise des sciences
- 1952 - Ordre de la Culture
- 1964 - Médaille Lomonossov
- 1965 - Prix Nobel de physique
- 1967 - Grand Cordon de l'Ordre du Soleil Levant

## Principales publications
- (en) Shin'ichirō Tomonaga, Quantum mechanics, Interscience, 1968, 2 vol.. 
Traduction anglaise du livre paru en japonais à Tokyo chez Masatoshi Koshiba (1962-66).
- (en) Shin'ichirō Tomonaga (trad. du japonais), The Story of Spin, Chicago, The university of Chicago press, 1997, 258 p. (ISBN 0-226-80794-0).
Traduction anglaise de l'ouvrage original paru en japonais en 1974.
- (en) Julian Schwinger (dir.), Selected Papers on Quantum Electrodynamics, New York, Dover Publications, 1958, 424 p. (ISBN 0-486-60444-6, lire en ligne).
(Contient la reproduction de l'article de Tomonaga consacré à l'electrodynamique quantique)